# V804 Возничего
V804 Возничего (лат. V804 Aurigae) — двойная затменная переменная звезда типа W Большой Медведицы (EW) в созвездии Возничего на расстоянии приблизительно 4223 световых лет (около 1295 парсеков) от Солнца. Видимая звёздная величина звезды — от +16,3m до +15,7m. Орбитальный период — около 0,305 суток (7,3193 часа).

## Характеристики
Первый компонент — жёлтый карлик спектрального класса G. Радиус — около 1,16 солнечного, светимость — около 0,825 солнечной. Эффективная температура — около 5107 K.
Второй компонент — жёлтый карлик спектрального класса G.